# Archibald Geikie
Archibald Geikie (Edimburgo, 28 de diciembre de 1835 - Haslemere, 10 de noviembre de 1924) fue un geólogo británico.

## Biografía
Geikie nació en Edimburgo en 1835, hijo mayor de Isabella Thom y su marido James Stuart Geikie, músico y crítico musical. Hermano mayor del también geólogo James Geikie, estudió en la Escuela Secundaria de Edimburgo y en la Universidad de Edimburgo.
En 1855, Geikie fue nombrado asistente del British Geological Survey. Entre sus primeras publicaciones para un público popular se encontraba The Story of a Boulder; or, Gleanings from the Note-Book of a Geologist (1858). Su habilidad atrajo inmediatamente la atención de su jefe, Sir Roderick Murchison, con quien entabló una amistad de por vida y de quien posteriormente se convirtió en biógrafo.
Geikie completó algunos de los primeros mapas geológicos con Murchison sobre regiones complicadas de esquistos en las Tierras Altas de Escocia; y publicaron conjuntamente un nuevo mapa geológico de Escocia en 1862. Geikie completó un mapa más grande en 1892. En 1863 publicó un importante ensayo "Sobre los fenómenos de la deriva glacial de Escocia", en Transactions of the Geological Society of Glasgow, en el que los efectos de la acción del hielo en ese país se delinearon por primera vez de manera clara y conectada.
En 1865 se publicó Scenery of Scotland (3ª edición, 1901) de Geikie, que fue, según él, el primer intento de dilucidar con cierto detalle la historia de la topografía de un país. Ese mismo año fue elegido miembro de la Royal Society. En esta época, la escuela de geólogos de Edimburgo, entre los que destacaba Sir Andrew Ramsay con su Geología física y geografía de Gran Bretaña sostenían la importancia suprema de la denudación en la configuración de las superficies terrestres, y en particular la erosión de los valles por la acción de las aguas corrientes. El libro de Geikie, basado en un amplio conocimiento personal del país, constituyó una hábil contribución a las doctrinas de la escuela de Edimburgo, de la que él mismo pronto empezó a considerarse uno de los líderes. En 1880, fue elegido miembro de la American Philosophical Society.
En 1871, Geikie se casó con Alice Gabrielle Anne Marie Pignatel, hija de Eugene Pignatel de Lyon. Tuvieron un hijo, Roderick (fallecido prematuramente) y tres hijas, Lucie, Elsie y Gabrielle. 
Murió en su casa, «Shepherd's Down», en Haslemere, Surrey, y está enterrado allí, en el cementerio del pueblo.

## Servicio Geológico

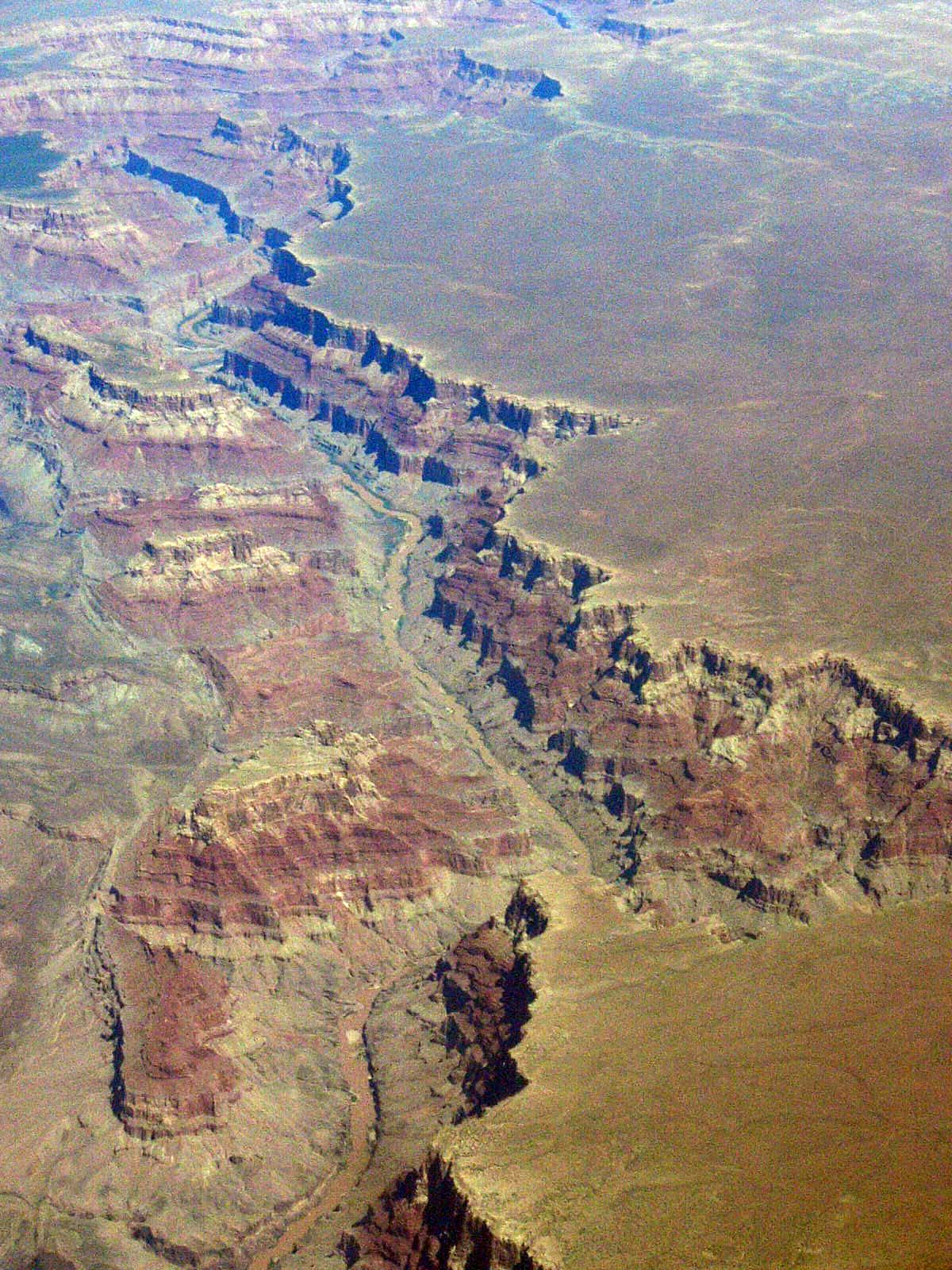
Vista aérea del Gran Cañón, mirando hacia el norte, en el punto donde el río Little Colorado ingresa al río Colorado.

En 1867, cuando se creó una rama independiente del Servicio Geológico para Escocia, fue nombrado director. En 1871, al crearse la cátedra Murchison de geología y mineralogía en la Universidad de Edimburgo, fue el primer titular de la cátedra, que ocupó hasta 1881. Ese año recibió la Medalla Murchison de la Sociedad Geológica de Londres y sucedió a Sir Andrew Ramsay en los cargos conjuntos de director general del Servicio Geológico del Reino Unido y Director del Museo de Geología Práctica de Londres, de los que se jubiló en febrero de 1901. Una característica de su mandato fue el impulso dado a la petrografía microscópica, una rama de la geología a la que había dedicado un estudio especial, mediante una espléndida colección de secciones delgadas de rocas británicas. Más tarde escribió dos memorias, The Geology of Central and Western Fife and Kinross (1900) y The Geology of Eastern Fife (1902).
Desde el principio de su carrera, cuando empezó a investigar la geología de Skye y otras islas occidentales, se interesó mucho por la geología volcánica, y en 1871 presentó a la Sociedad Geológica de Londres un esbozo de la historia volcánica terciaria de Gran Bretaña. Sin embargo, aún quedaban por resolver muchos problemas difíciles. Para ello le fueron de gran ayuda sus extensos viajes no sólo por Europa, sino también por el oeste de América. Mientras que los cañones del río Colorado confirmaron sus antiguas opiniones sobre la erosión, las regiones volcánicas de Wyoming, Montana y Utah le proporcionaron valiosos datos para explicar los fenómenos volcánicos. Los resultados de sus investigaciones posteriores se recogieron en un ensayo titulado «The History of Volcanic Action during the Tertiary Period in the British Isles», en Transactions of the Royal Society of Edinburgh (1888). Sus opiniones sobre geología volcánica fueron expuestas en sus discursos presidenciales ante la Sociedad Geológica de Londres en 1891 y 1892 y plasmadas posteriormente en su libro The Ancient Volcanoes of Great Britain (1897). Fue uno de los principales teóricos de la erosión fluvial. Otros resultados de sus viajes se recogen en Geological Sketches at Home and Abroad (1882).

## Escritos
Geikie escribió una biografía de Edward Forbes (con G Wilson), y biografías de sus predecesores Sir Roderick Impey Murchison (dos volúmenes, 1875) y Sir Andrew Crombie Ramsay (1895). Su libro Fundadores de la Geología consiste en el curso inaugural de conferencias (fundado por la Sra. George Huntington Williams) en la Universidad Johns Hopkins, Baltimore, pronunciadas en 1897.
En 1897 publicó un Mapa geológico de Inglaterra y Gales, con notas descriptivas. En 1898 pronunció las Romanes Lectures, que se publicaron con el título de Types of Scenery and their Influence on Literature. El estudio de la geografía física en Gran Bretaña mejoró en gran medida gracias a sus esfuerzos. Entre sus obras sobre este tema figura The Teaching of Geography (1887). Otros libros suyos son Scottish Reminiscences (1904) y Landscape in History and other Essays (1905). En 1916 se publicó su obra Birds of Shakespeare.
Fue el editor de The Geological Structure of the North-West Highlands of Scotland (1907, His Majesty's Stationery Office), escrito por B. N. Peach, John Horne, William Gunn (1837-1902), C. T. Clough, L. W. Hinxman y J. H. H. Teall.

## Honores y premios
Geikie fue elegido miembro de la Royal Society en 1865,y recibió la medalla Wollaston de la Sociedad Geológica de Londres. Geikie fue Secretario de Asuntos Exteriores de la Royal Society de 1890 a 1894, Secretario Adjunto de 1903 a 1908 y elegido presidente en 1909 y galardonado con su Medalla Real en 1896.  Fue Presidente de la Sociedad Geológica de Londres en 1891 y 1892, y de nuevo en 1906 y 1907. También fue Presidente de la Asociación Británica para el Avance de la Ciencia  en 1892.
Recibió el título honorífico de Doctor en Derecho (LL.D) de la Universidad de Glasgow en junio de 1901.
Recibió el título de knighthood en 1891, la Knight Commander of the Most Honourable Order of the Bath en 1907 y la Orden del Mérito en 1914.  En 1905 recibió la Medalla Livingstone de la RSGS.
La Dorsa Geikie, un sistema de crestas arrugadas en la Luna, y el mineral geikielita, un óxido de magnesio y titanio, llevan su nombre, al igual que la Garganta Geikie en la Cordillera Napier en la región de Kimberley de Australia Occidental, Monte Geikie en las Montañas Rocosas canadienses, Monte Geikie en Wyoming, Geikie Peak en el Gran Cañón, y el Geikie Slide en el Océano Atlántico al noroeste de Escocia.